# Jaime Alves
Pour les articles homonymes, voir Alves (homonymie).
Jaime Alves, de son nom complet Jaime Alves Magalhães, est un footballeur portugais né le 28 mars 1965 à Espinho et mort  le 21 septembre 2020. Il évoluait au poste de milieu de terrain.

## Biographie

### En club
Il commence sa carrière professionnelle au sein du Sporting Espinho en 1982. Il découvre dès sa première saison la première division portugaise, à l'issue de celle-ci le club est relégué en deuxième division,,.
En 1985, il retrouve l'élite du football portugais en étant transféré au Boavista FC,. Lors de la saison 1988-1989, il inscrit avec cette équipe sept buts en championnat, ce qui constitue sa meilleure performance en première division.
Avec le club de Boavista, il participe aux compétitions européennes, et dispute 13 matchs en Coupe de l'UEFA et trois en Coupe des coupes. Il est quart de finaliste de la Coupe UEFA en 1994.
Il est ensuite transféré au Vitória Guimarães en 1991. Après une seule saison sous les couleurs de Guimarães, il revient à Boavista, club qu'il représente jusqu'à la fin de sa carrière en 1998,.
Il dispute au total 247 matchs pour 26 buts marqués en première division portugaise,.

### En équipe nationale
International portugais, il reçoit trois sélections en équipe du Portugal entre 1988 et 1989 pour aucun but marqué.
Son premier match est disputé le 16 novembre 1988 dans le cadre des qualifications pour la Coupe du monde 1990 contre le Luxembourg (victoire 1-0 à Porto).
Il joue son deuxième match en équipe nationale le 29 mars 1989 contre l'Angola en amical (victoire 6-0 à Lisbonne).
Son dernier match est joué le 8 juin 1989 contre le Brésil (défaite 0-4 à Rio de Janeiro).

## Palmarès
Avec le Boavista FC :
- Vainqueur de la Coupe du Portugal en 1997
- Vainqueur de la Supercoupe du Portugal en 1997